# Síndrome de l'intestí curt
La síndrome de l'intestí curt o insuficiència de l'intestí prim és una malaltia de malabsorció dels aliments relacionada amb una patologia o amb l'extirpació quirúrgica d'una gran porció de l'intestí prim.

## Causes, incidència i factors de risc
Quan s'extirpen quirúrgicament àrees de l'intestí prim, és possible que no quedi suficient àrea de superfície a l'intestí restant per a absorbir els nutrients suficients dels aliments.
És probable que aquesta afecció es desenvolupa particularment quan s'extirpa la meitat de l'intestí o més durant una cirurgia. Els factors de risc inclouen les malalties de l'intestí prim que poden requerir una intervenció quirúrgica, com la malaltia de Crohn. L'enterocolitis necrosant és una causa comuna d'aquesta síndrome en els nadons.

## Símptomes
- Deposicions greixoses i pàl·lides
- Deposicions amb olor fètid
- Diarrea
- Edema
- Pèrdua de pes
- Cansament

## Signes i exàmens
- CHEM 20 (estudi ampliat de la química sanguínia) que revela signes de malabsorció.
- CSC que reveli anèmia.
- Examen de greix fecal.

## Tractament
El tractament té com a objectiu l'alleujament dels símptomes.
És necessària una dieta rica en calories i baixa en residus que proporcioni les vitamines i els minerals essencials. Una dieta baixa en residus és fàcil de digerir i absorbir. L'anèmia es tracta amb vitamina B₁₂, àcid fòlic i augment del ferro a la dieta. Tanmateix, es poden administrar medicaments per a prolongar el temps de permanència dels nutrients a l'intestí prim.
Freqüentment cal l'alimentació parenteral (sonda d'alimentació a través d'una vena o una sonda gàstrica) en cas que l'alimentació normal no estigui proporcionant els nutrients suficients. No obstant això, una vegada que el pacient s'ha estabilitzat, es poden fer intents per a retornar a l'alimentació normal.

## Pronòstic
Aquesta malaltia pot millorar amb el temps si es presenta com a resultat d'una cirurgia. Normalment, el millorament de l'absorció de nutrients i la prolongació del temps que l'aliment demora a l'intestí es presenta com la recuperació de la cirurgia.

## Complicacions
- Pèrdua de pes.
- Desnutrició.
- Ossos debilitats.
- Malaltia dels sistemes combinats (una degeneració del sistema nerviós causada per la insuficiència de vitamina B₁₂).
- Litiasi biliar.
- Proliferació bacteriana excessiva.
- Acidosi metabòlica.
- Litiasi renal.